# Achluophobie
Pour les articles homonymes, voir peur du noir.

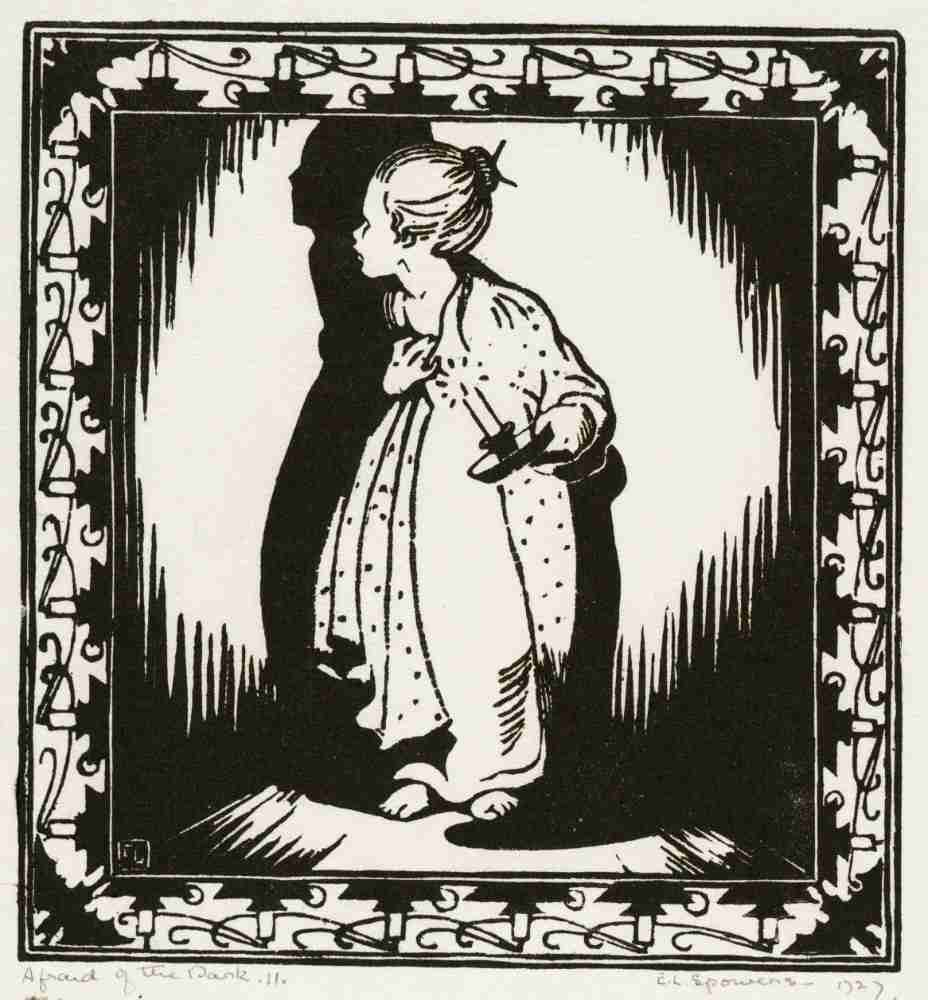
Linogravure sur la peur du noir, par l'artiste australienne Ethel Spowers

La peur du noir est une peur répandue chez les enfants et à un niveau plus rare chez les adultes. La peur du noir n'est habituellement pas une peur du noir en lui-même, mais une peur de dangers possibles ou imaginés cachés par le noir, ou encore une peur d'être aveugle. Un certain degré de peur du noir est naturellement observé, spécialement lors de la phase du développement chez l'enfant. La plupart des analystes rapportent que la peur du noir se manifeste rarement avant l'âge de 2 ans. Lorsqu'une peur est assez élevée pour atteindre un niveau considéré pathologique, elle est nommée nyctophobie (du grec νυξ, nuit et φοβια, phobie), scotophobie, de σκότος - obscurité, ou lygophobie, de λυγή - luminosité et achluophobie  de ἀχλύς, brouillard.
Quelques analystes, à commencer par Sigmund Freud, considèrent la peur du noir comme une manifestation de l'anxiété de séparation.
Une autre hypothèse a été avancée au cours des années 1960 lorsque des scientifiques faisaient l'expérience de molécules concernant la mémoire. Lors d'une expérience, des rats, habituellement des animaux nocturnes, ont été conditionnés à la peur du noir et une substance nommée « scotophobine » était supposément extraite du cerveau des rats ; cette substance serait responsable de la peur du noir. Cependant, ces découvertes ont été démenties.